# Jorge Cabral
Jorge Cabral (1500 — ????) foi um militar português, o 15.º Governador da Índia Portuguesa, entre 1549 e 1550. Era filho de João Fernandes Cabral, Senhor de Azurara, com Joana de Castro. Era sobrinho de Pedro Álvares Cabral. Sua esposa, Lucrécia Fialho, foi a primeira esposa de um governador da Índia a morar no país. Combateu por muitos anos na Índia, antes de tornar-se Governador, por ocasião da morte de Garcia de Sá. 